# Guaranteed Rate Field
O Guaranteed Rate Field (apelidado de The Cell) é um estádio localizado em Chicago, Illinois. É a casa do time de baseball Chicago White Sox, da MLB.
Começou a ser construído em Maio de 1989 e foi inaugurado em 18 de Abril de 1991, após o White Sox utilizar por 81 anos o Comiskey Park. Custou US$ 167 milhões na construção e sua capacidade atual é de 40.615 torcedores.
Quando foi inaugurado, recebeu o nome de Comiskey Park II, quando em 2003 a empresa de telecomunicações U.S. Cellular adquiriu o direito ao nome do estádio por 20 anos e US$ 68 milhões. No mesmo ano, recebeu o All-star game da MLB.